# Ark (archiwizacja)
Ark – program do archiwizacji z zestawu aplikacji KDE.
Ark jest jedynie nakładką graficzną (ang. frontend) dla tekstowych programów archiwizujących. Program może współpracować z programami: tar, RAR, ZIP, gzip, bzip2, zoo, ar, 7z i LHA. Ark poprzez KParts może być połączony z Konquerorem. Aplikacja obsługuje technikę przeciągnij i upuść (ang. drag & drop).